# Geoffrey Wren
Geoffrey Wren (falecido em 5 de abril de 1527) foi um cónego de Windsor de 1514 a 1527.

## Carreira
Ele foi nomeado:
- Vigário de Brantingham 1486 - 1496
- Reitor da Igreja de São João Evangelista, Carlton in Lindrick 1501
- Reitor de Boldon
- Mestre do Hospital Sherburn
- Reitor da Igreja de Todos os Santos, Loughborough 1509-1527
- Reitor de St Margaret, New Fish Street
- Prebendário de York 1508
- Prebendário de Howden 1510
- Prebendário de Corborough em Lichfield 1512
- Escriturário do Armário 1510

Ele foi nomeado para a oitava bancada na Capela de São Jorge, Castelo de Windsor em 1514, e manteve a canonaria até 1527.